# Kubok SSSR 1952
La Kubok SSSR 1952 fu la 13ª edizione del trofeo. Vide la vittoria finale della Torpedo Mosca, al suo secondo titolo.

## Formula
Come nella precedente edizione furono ammesse a partecipare alla competizione non solo le 32 partecipanti alle due serie del campionato (Klass A e Klass B), ma anche le 18 formazioni vincitrici delle varie coppe delle repubbliche costituenti l'Unione Sovietica (sedici repubbliche più le città di Leningrado e di Mosca):
- KBF Tallinn (RSS Estone);
- DO Petrozavodsk (RSS Carelo-Finlandese);
- DO Vilnius (RSS Lituana);
- DO Riga (RSS Lettone);
- Spartak Minsk (RSS Bielorussa);
- Metalurh Zaporižžja (RSS Ucraina);
- Burevestnik Bender (RSS Moldava);
- TTU Tbilisi (RSS Georgiana).
- Stroitel' Leninakan (RSS Armena);
- Zavod imeni Budënnogo Baku (RSS Azera);
- Stroitel' Ust-Kamenogorsk (RSS Kazaka);
- Dinamo Tashkent (RSS Uzbeka);
- Dinamo Frunze (RSS Kirghiza);
- ODO Ashgabat (RSS Turkmena);
- Dinamo-2 Mosca (città di Mosca);
- VMS-2 Leningrado (città di Leningrado);
- Dinamo-2 Stalinabad (RSS Tagika);
- Città di Molotov (RSSF Russa);

Erano previsti sette turni, tutti con gare di sola andata e tempi supplementari, ma non rigori: in caso di parità si ricorreva al replay, disputato il giorno seguente sul medesimo terreno di gioco.

## Primo turno
Le gare furono disputate tra il 24 agosto e il 21 settembre 1952.
| Squadra 1           | Risultato   | Squadra 2           |
| ------------------- | ----------- | ------------------- |
| Dinamo-2 Stalinabad | [ 1 ]       | Kalev Tallinn       |
| DO Petrozavodsk     | 0 – 13      | Dinamo Erevan       |
| ODO Ashkhabad       | 0 – 5       | Torpedo Stalingrado |
| Metalurh Zaporižžja | 2 – 4 (dts) | Spartak Vilnius     |
| Stroitel' Leninakan | 2 – 0       | DO Tashkent         |

## Secondo turno
Le gare furono disputate tra il 24 agosto e il 5 ottobre 1952.
| Squadra 1                  | Risultato   | Squadra 2                    |
| -------------------------- | ----------- | ---------------------------- |
| Dinamo Frunze              | [ 3 ]       | Dinamo Stalinabad            |
| Stroitel' Leninakan        | [ 4 ]       | Dinamo-2 Stalinabad          |
| Dinamo-2 Mosca             | 0 – 1       | DO Kiev                      |
| Città di Molotov           | 1 – 2       | Dinamo Alma-Ata              |
| Šachtyor Stalino           | 1 – 3       | Lokomotiv Mosca              |
| Kalinin                    | 4 – 2 (dts) | Dinamo Kiev                  |
| DO Riga                    | 5 – 1       | Krasnaya Zvezda Petrozavodsk |
| Zavod imeni Budënnogo Baku | 0 – 5       | DO Sverdlovsk                |
| Spartak Minsk              | 0 – 2       | DO Tbilisi                   |
| Dinamo Tashkent            | 0 – 5       | Neftyanik Baku               |
| VMS Leningrado             | 0 – 2       | Lokomotiv Charkiv            |
| KBF Tallinn                | 1 – 0       | Krasnoe Znamja Ivanovo       |
| Dinamo Minsk               | 3 – 2 (dts) | Kryl'ja Sovetov Kujbyšev     |
| Stroitel' Ust-Kamenogorsk  | 2 – 3       | Torpedo Gor'kij              |
| Burevestnik Bender         | 3 – 6       | VMS Mosca                    |
| DO Vilnius                 | 1 – 0       | Burevestnik Kishinev         |
| Torpedo Mosca              | 1 – 0       | Dinamo Erevan                |
| Spartak Vilnius            | 1 – 2       | Torpedo Stalingrado          |

## Sedicesimi di finale
Le gare furono disputate tra il 24 agosto e l'11 ottobre 1952.
| Squadra 1         | Risultato | Squadra 2           |
| ----------------- | --------- | ------------------- |
| DO Vilnius        | [ 7 ]     | Dinamo Frunze       |
| Torpedo Mosca     | 2 – 0     | Stroitel' Leninakan |
| Kalinin           | 4 – 1     | DO Tbilisi          |
| DO Sverdlovsk     | 5 – 1     | Dinamo Alma-Ata     |
| Torpedo Gor'kij   | 0 – 1     | Dinamo Minsk        |
| Lokomotiv Mosca   | 6 – 0     | Torpedo Stalingrado |
| Lokomotiv Charkiv | 2 – 0     | DO Riga             |
| DO Kiev           | 2 – 0     | KBF Tallinn         |
| TTU Tbilisi       | 1 – 4     | Spartak Aşgabat     |
| Daugava Rīga      | 0 – 3     | Dinamo Leningrado   |
| Neftyanik Baku    | 2 – 0     | VMS Mosca           |

## Ottavi di finale
Le gare furono disputate tra il 5 e il 20 ottobre 1952.
| Squadra 1        | Risultato   | Squadra 2         |
| ---------------- | ----------- | ----------------- |
| Spartak Aşgabat  | 2 – 3       | Dinamo Leningrado |
| Spartak Mosca    | 5 – 1       | DO Sverdlovsk     |
| Dinamo Mosca     | 4 – 1       | DO Vilnius        |
| Zenit Leningrado | 2 – 0       | Lokomotiv Charkiv |
| VVS Mosca        | 2 – 1 (dts) | Dinamo Minsk      |
| DO Kiev          | 2 – 1       | Lokomotiv Mosca   |
| Torpedo Mosca    | 4 – 0       | Neftyanik Baku    |
| Kalinin          | 2 – 1       | Dinamo Tbilisi    |

## Quarti di finale
Le gare furono disputate tra il 19 e il 24 ottobre 1952.
| Squadra 1         | Risultato | Squadra 2        |
| ----------------- | --------- | ---------------- |
| Dinamo Leningrado | 2 – 0     | VVS Mosca        |
| Spartak Mosca     | 3 – 0     | Dinamo Mosca     |
| Torpedo Mosca     | 3 – 1     | Zenit Leningrado |
| DO Kiev           | 2 – 0     | Kalinin          |

## Semifinali
Le gare furono disputate il 28 e il 29 ottobre 1952.
| Squadra 1     | Risultato   | Squadra 2         |
| ------------- | ----------- | ----------------- |
| Spartak Mosca | 2 – 0       | DO Kiev           |
| Torpedo Mosca | 2 – 1 (dts) | Dinamo Leningrado |

## Finale
| Mosca 2 novembre 1952, ore ?:?               | Spartak Mosca | 0 – 1 referto | Torpedo Mosca | Stadio Dinamo (Mosca) |
| \| \| \| \| \| \| Marcatori \| 89’ Petrov \| |               |               |               |                       |
|                                              |               |               |               |                       |
|                                              | Marcatori     | 89’ Petrov    |               |                       |